# 100% cachemire
Pour plus de détails, voir Fiche technique et Distribution.
100% cachemire est un film français écrit et réalisé par Valérie Lemercier, avec Gilles Lellouche et Marina Foïs, sorti en 2013.

## Synopsis
Aleksandra, directrice d'un magazine de mode et Cyrille, galeriste, forment un couple qui semble tout posséder. Mais la réalité est toute autre. Le couple vieillit, bat de l'aile et voilà qu'il adopte Alekseï, un petit garçon russe de sept ans.

## Fiche technique
Sauf indication contraire, les informations mentionnées dans cette section peuvent être confirmées par la base de données cinématographiques IMDb,  présente dans la section « Liens externes ».
- Titre français : 100% cachemire
- Réalisation : Valérie Lemercier
- Scénario : Valérie Lemercier
- Décors : Lionel Mathis
- Costume : Elsa Gies
- Photographie : Denis Lenoir
- Effets visuels : Mikros Image
- Montage : Célia Lafitedupont
- Musique : Pascal Mayer
- Production déléguée : Edouard Weil
- Production : 
  - En France : Rectangle Productions, Scope Pictures, en association avec la SOFICA Cinémage 7
- Société(s) de distribution : Wild Bunch
- Pays d'origine :  France
- Langue originale : français
- Format :  Technicolor - 1,85:1 - 35 mm
- Son : Dolby Digital
- Genre : Comédie
- Durée : 98 minutes
- Budget : 15,54 millions d'euros
- Dates de sortie :
  - France : 26 aout 2013 (Festival du film francophone d'Angoulême) ; 11 décembre 2013 (en salles)
  - Belgique : 11 décembre 2013

## Distribution
Sauf indication contraire, les informations mentionnées dans cette section peuvent être confirmées par la base de données cinématographiques IMDb,  présente dans la section « Liens externes ».
- Valérie Lemercier : Aleksandra Cohen-Le Foulon
- Gilles Lellouche : Cyrille Cohen
- Marina Foïs : Sophie
- Samatin Pendev : Alekseï
- Nanou Garcia : Eliette
- Brigitte Roüan : Martine
- Chantal Ladesou : Danielle
- Lucie Desclozeaux : Cannelle
- Fabien Ara : Fiancé de Cannelle
- Olivier Perrier : René-Yves, le père d'Aleksandra
- Pierre Vernier : M. de la Chaise
- Bruno Podalydès : Michel Dutertre
- Gaëlle Jeantet : Priscilia
- Anne Benoît : la dame de la DDASS
- Rebecca Potok : l'organisatrice aéroport
- Évelyne Dandry : la pédicure
- Gérard Darmon : le médecin
- Stéphan Wojtowicz : le boss journal "Elle"
- Hélène Alexandridis : la femme du couple  d'Angers
- Olivier Broche : l'homme du couple d'Angers
- Hervé Pierre : le commissaire d'exposition
- Louise Blachère : la vendeuse peluches zoo
- Jean-Baptiste Marcenac : le père adoptant
- Ludovic Berthillot : Le mari de Priscilla
- Boris Terral : le passager Cracovie
- Alice Kiberlain : une nounou
- Aurélie Boquien : La fausse mère de Jade
- Patrick Boshart : Le clodo hôpital
- Pierre Moure : L'interne hôpital
- Nathalie Krebs : L'hôtesse de l'air
- Olivier Bubbe : Le passager thé au lait
- Stéphanie Hédin : Femme couple Colmar
- Julien Sibre : Homme couple Colmar
- Camille Bidault-Waddington : Camille resto Kaspia
- Vincent Risterucci : Vincent resto Kaspia
- Benoît Di Marco : Le DA journal Elle
- Thérèse Roussel : Nounou 1
- Pierre Trapet : Le concierge
- Caroline Bresard : La mère toilettes aéroport
- Alberte Trepy : Employée de maison Eliette
- Larissa Cholomova : La passagère russe
- Laurent Francius : L'infirmier hôpital
- Antoine Cholet : Le fiancé de Sophie
- Noa Ganoune : Jean-Côme
- Roman Lochoshvili : L'enfant bleu aéroport
- Jeanne Dauny : La fille de Michel
- Hugo Dauny : Le fils de Michel
- Charlotte Lacoste : Fille de Priscilia 1
- Noémie Lazetta : Fille de Priscilia 2
- Ornella Pezzini : Fille couple Angers
- Neya Lochoshvili : Petite fille aéroport
- Aya Faucheur : Le bébé d'Aleksandra et Cyrille
- Marius Reynaud : Le bébé roux de Sophie
- Jean-Yves Freyburger : Le dîneur blond au restaurant japonais (non crédité)
- Kévin Azaïs

## Production

### Genèse
L'idée directrice du film se présenta à Valérie Lemercier alors qu'elle écoutait la radio. À cette époque, l'actrice et déjà trois fois réalisatrice (Quadrille, Le Derrière et Palais Royal !) écrivait un scénario qu'elle mit de côté après avoir entendu l'histoire d'une américaine qui renvoya par avion à Moscou un petit enfant adopté quelque temps auparavant.

« Quand j’ai entendu cette histoire à la radio, (...) j’ai mis de côté le scénario que j’étais en train d’écrire et je me suis dit qu’il fallait absolument en faire quelque chose, essayer de transformer cette horreur en comédie, en tout cas en quelque chose de positif »

100% cachemire est le premier film de la réalisatrice écrit par ses propres soins. Pour ses trois précédents longs métrages, elle fut à chaque fois accompagné par une personne différente.

### Tournage
Au départ, la réalisatrice voulait un petit enfant russe pour jouer le rôle d'Alekseï. Mais la loi sur le travail des enfants l'obligeant à caster deux garçons, la réalisatrice finit par renoncer à son premier choix au profit d'un petit garçon bulgare. Valérie Lemercier aurait été subjugué par le travail en jeu d'acteur et en apprentissage du russe par l'enfant, avec une coach.
Le tournage s’est déroulé à Paris (et notamment au restaurant « La Maison Kaspia ») ainsi qu’en Savoie, Russie et Italie (Positano et Praiano). Le tournage eu lieu en décor naturel. Les scènes du magazine Elle furent effectivement tournées dans les locaux même ; d'ailleurs, la réalisatrice a choisi de faire jouer son personnage directement dans ce magazine sans prendre la peine d'inventer un nouveau magazine de mode, cherchant à donner une certaine crédibilité dans son film : « J’y tenais dès l’écriture, bien sûr pour leurs accroches si décalées, mais aussi pour leurs couvertures dynamiques et ce fameux logo gravé dans nos mémoires ».

### Montage
À l'occasion de la sortie en DVD, quelques mois après la sortie en salle, Valérie Lemercier a révélé que la version diffusée dans les salles obscures n'était pas celle prévue au départ. « À l'époque, ça a été fait un peu dans la panique et un peu en mon absence » déclare-t-elle, révélant que cette version fut destinée au festival d'Angoulême. Pour la sortie en DVD, le film a été « remis (...) comme il était prévu d'abord » dans une nouvelle version « à peine plus longue de 2 minutes, mais (...) plus équilibrée ». La réalisatrice a notamment modifié l'ordre des scènes, comme celles de présentation des personnages principaux, et supprimé les noms qui apparaissaient au début du film. La modification du film entraine un nouveau passage devant le CNC, puis une ré-exploitation dans une salle de cinéma tout en conservant le même numéro. Désormais, c'est cette deuxième version qui reste, aussi bien sur DVD qu'en diffusion à la télévision.

## Accueil

### Critique
L'accueil critique du film par la presse est négatif. Allociné attribue un score cumulé de 1,8⁄5 pour 17 critiques de presse.
Vincent Ostria de L'Humanité note que ce film « ne fera pas oublier la précédente » réalisation de Lemercier, en soulignant un « décollage correct, suivi d’un crash à l’arrivée ». Romain Blondeau des Inrocks note que le film a un « problème d’écriture, de direction d’acteurs, de montage et d’audace » et qu'il « affiche tous les stigmates de l’accident industriel ».
Pour la critique de Première, « une méchanceté sainement libératrice alterne avec une gentillesse de Bisounours. (...) les ruptures de ton parfois saisissantes ne produisent pas toujours l’effet escompté. Malgré tout, il se dégage du résultat une volonté réelle de proposer « quelque chose » d’inhabituel ». Le critique retient qu'il s'agit de l'un des meilleurs rôles de Gilles Lellouche et qu'on « n’est pas près d’oublier l’incroyable visage du jeune Samatin Pendev ».

### Box-office
Le jour de sa sortie dans les salles obscures françaises, le film se classe deuxième du box-office des salles parisiennes avec 889 entrées pour 20 copies, derrière le blockbuster Le Hobbit : La Désolation de Smaug (5 154). Pour sa première semaine d'exploitation, le long métrage de Valérie Lemercier réalise 197 125 entrées, très loin derrière le numéro 1 de la semaine, Le Hobbit : La Désolation de Smaug et ses 1,6 million de spectateurs et spectatrices. Après huit semaines d'exploitation au box-office, 100% cachemire totalise 446 321 entrées en France.